# Maria Desmet-Delrue
Marie Desmet-Delrue (Kortrijk, 25 mei 1898 - Kortessem, 24 augustus 1982) was een Belgisch senator.

## Levensloop
Maria Desmet werd door haar vader vertrouwd gemaakt met het socialisme. Gustaaf Desmet was pettenmaker en textielarbeider. Haar moeder baatte het café De Maenevlieger uit in de arbeiderswijk rond slachthuis en veemarkt. Deze wijk was de bakermat van het Kortrijkse socialisme. Vader Desmet nam deel aan de oprichting van de lokale afdeling van de Belgische Werkliedenpartij (BWP).
Maria werd lid van de Socialistische Volkskinderen en werd lid van de socialistische toneelvereniging Kunst Veredelt. Vanaf 1910 werd ze thuiswerkster als borduurster. Op haar 14 jaar werd ze textielarbeidster in een spinnerij. Ze werd er een verdedigster van de arbeidsters. In 1913, tijdens een werkstaking, gaf ze een klap aan een rijkswachter en werd korte tijd gearresteerd.
Na de Eerste Wereldoorlog zetelde ze in het bestuur van de Kortrijkse BWP en was actief in de oprichting van de vrouwenbeweging, waar ze in 1921 voorzitster werd.
In juli 1920 trouwde ze met Alfons Delrue en ze werden huisbewaarders voor de socialistische coöperatie. In 1923, na de geboorte van een dochter Cecilia, verhuisden ze naar het socialistisch volkshuis in de Slachthuisstraat. De uitbating omvatte een café, een feestzaal, een bioscoop, een bakkerij en paardenstallen. Het echtpaar hield het acht jaar uit, maar toen was Maria uitgeput. Ze werd huisvrouw, terwijl haar man ging werken in het pettenatelier van zijn schoonbroer.
In 1933 kreeg het koppel nog een zoon. 
Maria Desmet stond in 1928 aan de wieg van het Werk voor Kindervakanties binnen de Kortrijkse Socialistische Vooruitziende Vrouwen (SVV). Ze werd plaatselijk voorzitster van de SVV en was ook dertig jaar provinciaal voorzitster, zowel van de SVV als van het vakantiedomein Kindervreugde. In 1946 werd ze voorzitster van de Kortrijkse coöperatie Volksrecht. 
Haar politieke activiteiten begonnen met haar kandidatuur voor de Kortrijkse gemeenteraad in 1926. Ze werd verkozen als opvolgster en tegen het einde van de legislatuur, in februari 1932 overleed Jozef Derijckere en volgde ze hem op.
Bij de verkiezingen in oktober 1932 werd ze verkozen en bleef raadslid tot einde 1964. Vanaf 1936 zetelde ze ook in het OCMW en dit tot in 1971. Zij zette zich in  voor het lot van verlaten kinderen en van psychiatrische patiënten. 
In juni 1936 volgde ze de tot senator verkozen socialist Joseph Clays op als provincieraadslid. Begin februari 1961 nam ze ontslag om de overleden senator Detaevernier op te volgen. Dat mandaat was van heel korte duur. Nog geen maand later viel de regering en werden nieuwe verkiezingen uitgeschreven. Maria Desmet werd niet meer voorgedragen. 
In 1965 verliet ze de gemeentepolitiek. 
Maria Desmet is de overgrootmoeder van huidig sp.a-voorzitter Conner Rousseau.